# Tommy Taylor
Tommy Taylor   (Barnsley, 29 de gener de 1932 - Múnic, 6 de febrer de 1958) fou un futbolista anglès de la dècada de 1950.
Començà a destacar a les files del Barnsley FC, des de 1949. El 1953 ingressà al Manchester United FC. Fou internacional amb la selecció d'Anglaterra amb la qual participà en la Copa del Món de futbol de 1954.
Va morir al desastre aeri de Múnic quan només tenia 26 anys.

## Palmarès
Manchester United
- First Division: 1955-56, 1956-57
- FA Charity: 1956, 1957